# Strana práce–Gešer–Merec
Strana práce–Gešer–Merec (hebrejsky העבודה-גשר-מרצ‎, ha-avoda-Gešer-Merec), též Emet (hebrejsky אמת‎, doslova Pravda), od března do dubna 2020 známá jako Strana práce–Merec (hebrejsky העבודה-מרצ‎, ha-avoda-Merec) byla izraelská středolevicová kandidátní listina složená ze tří stran – Strany práce, Gešer a Merec. Kandidovala ve volbách do Knesetu v roce 2020 pod vedením Amira Perece, předsedy Strany práce. Ve volbách získala sedm mandátů, z toho tři pro Stranu práce, jeden pro Gešer a tři pro Merec.

## Historie
Dne 13. ledna oznámili vedoucí představitelé Strany práce a Merec Amir Perec a Nican Horowitz sjednocení před volbami do 23. Knesetu z obavy, že jedna nebo obě strany nepřekročí volební práh. Ve spolupráci pokračovala také strana Gešer vedená Orly Levy, která v předchozích volbách kandidoval společně se Stranou práce v rámci kandidátní listiny Strana práce–Gešer. Aliance Demokratický tábor, jejíž součástí byl v předchozích volbách Merec, se rozpadla, ale Ja'ir Golan z Izraelské demokratické strany, která byla součástí Demokratického tábora, se připojil k Merec.
Bezprostředně po zahájení činnosti 23. Knesetu podala strana Gešer žádost o rozdělení. Žádost byla přijata 23. března 2020 a frakce se rozdělila na kandidátní listinu Strana práce–Merec a stranu Gešer. Dne 4. dubna Perec oznámil, že se hodlá oddělit od společné frakce s Merec. O dva dny později bylo rozdělení schváleno.

## Výsledky voleb
| Volební rok | celkový počet hlasů | celkový počet hlasů v % | celkový počet mandátů | +/–         | Předseda   | Poznámky                           |
| ----------- | ------------------- | ----------------------- | --------------------- | ----------- | ---------- | ---------------------------------- |
| 2020        | 267 480             | 5,83                    | 7/120                 | nová strana | Amir Perec | rozpuštěna během sestavování vlády |

## Složení
| Název        | Ideologie             | Pozice       | Předseda       | Počet poslanců Knesetu |
| ------------ | --------------------- | ------------ | -------------- | ---------------------- |
| Strana práce | sociální demokracie   | středolevice | Amir Perec     | 3/120                  |
| Merec        | sociální demokracie   | levice       | Nican Horowitz | 3/120                  |
| Gešer        | sociální liberalismus | střed        | Orly Levy      | 1/120                  |
|              |                       |              |                |                        |

## Poslanci Knesetu
Seznam kandidátů pro volby do 23. Knesetu, který byl 15. ledna předložen Ústřední volební komisi, a z něhož byli zvoleni následující poslanci Knesetu:
| #  | Poslanec        | Poznámky                                                                               |
| -- | --------------- | -------------------------------------------------------------------------------------- |
| 1. | Amir Perec      | Předseda Strany práce a bývalý ministr obrany                                          |
| 2. | Orly Levy       | Předsedkyně strany Gešer a bývalá poslankyně Jisra'el bejtenu                          |
| 3. | Nican Horowitz  | Předseda Merec                                                                         |
| 4. | Tamar Zandberg  | Poslankyně Knesetu za Merec a bývalá předsedkyně                                       |
| 5. | Jicchak Šmuli   | Poslanec Knesetu za Stranu práce a vůdce protestů za sociální spravedlnost v roce 2011 |
| 6. | Merav Micha'eli | Poslankyně Knesetu za Stranu práce, feministická aktivistka a novinářka                |
| 7. | Ja'ir Golan     | Poslanec Knesetu za Merec, generálmajor Izraelských obranných sil ve výslužbě          |
|    |                 |                                                                                        |